# Rinaldo Van Brunt
Rinaldo Van Brunt (* 13. Dezember 1901 in Tallahassee, Leon County, Florida; † 18. Juni 1989) war ein Generalmajor der United States Army. Er war unter anderem Kommandeur der 4. Infanteriedivision.
In den Jahren 1921 bis 1925 durchlief Rinaldo Van Brunt die United States Military Academy in West Point. Nach seiner Graduation wurde er als Leutnant der Infanterie zugeteilt. In der Armee durchlief er anschließend alle Offiziersränge vom Leutnant bis zum Zwei-Sterne-General.
In seinen jüngeren Jahren absolvierte er den für Offiziere in den niederen Rangstufen üblichen Dienst in unterschiedlichen Einheiten und Standorten. Dazu gehörten auch Aufgaben als Stabsoffizier in verschiedenen Hauptquartieren. In den Jahren 1941 und 1942 gehörte er dem Stab des Kriegsministeriums an. In diese Zeit fiel der amerikanische Eintritt in den Zweiten Weltkrieg. Danach war er von August 1942 bis 1944 Stabschef der 83. Infanteriedivision. Diese Division war erst am 15. August 1942 reaktiviert worden und verblieb zunächst in den Vereinigten Staaten, wo sie auf einen Kriegseinsatz in Europa vorbereitet wurde. Als sie im September 1944 in Europa eingesetzt wurde, war Van Brunt bereits Stabschef beim XXI. Korps.
Mit diesem Korps nahm Van Brunt aktiv am Kriegsgeschehen in Europa teil. Über das Elsass drang das Korps durch Deutschland bis nach Österreich vor. Im Verlauf des Jahres 1945 wurde er dann Stabschef beim XXIII. Korps, das vor allem Besatzungsaufgaben in Deutschland wahrnahm. In den Jahren 1948 bis 1950 kommandierte Rinaldo Van Brunt das ebenfalls in Deutschland stationierte 18. Infanterieregiment. Daran schloss sich eine Versetzung nach Südkorea an, wo er in den Jahren 1950 bis 1952 Stabschef beim I. Korps war. Dabei war er aktiv am Koreakrieg beteiligt.
Nach zwischenzeitlich anderen Verwendungen erhielt Van Brunt am 24. Mai 1955 das Kommando über die 4. Infanteriedivision. Diese war damals in Deutschland stationiert. Das Hauptquartier befand sich in Frankfurt am Main. Van Brunt behielt sein Kommando bis zum 15. Mai 1956. Zur selben Zeit wurde die Division aus Deutschland abgezogen und nach Fort Lewis verlegt.
Zwischen Juni 1956 und Juli 1957 verblieb Van Brunt in Deutschland, wo er einen amerikanischen Truppenverband (Northern Command) kommandierte. Nach weiteren Verwendungen wurde er im Jahr 1959 zum stellvertretenden Kommandeur der 2. Armee ernannt. Diesen Posten bekleidete er bis zu seiner Pensionierung im Jahr 1962.
Rinaldo Van Brunt starb am 18. Juni 1989 und wurde auf dem amerikanischen Nationalfriedhof Arlington beigesetzt.

## Orden und Auszeichnungen
Rinaldo Van Brunt wurden im Lauf seiner militärischen Laufbahn unter anderem die Army Distinguished Service Medal und den Silver Star Orden verliehen.